# Victoria Longher
Victoria Longher (n. 15 noiembrie 1971, Cacica, România) este reprezentanta Uniunii Polonezilor din România în Camera Deputaților. Victoria Longher este soția lui Ghervazen Longher, deputat din partea Uniunii Polonezilor din 2000 până în 2013, când a fost condamnat de Înalta Curte de Casație și Justiție la trei luni de închisoare cu suspendare pentru infracțiunea de conflict de interese.